# Chenjerai Hove

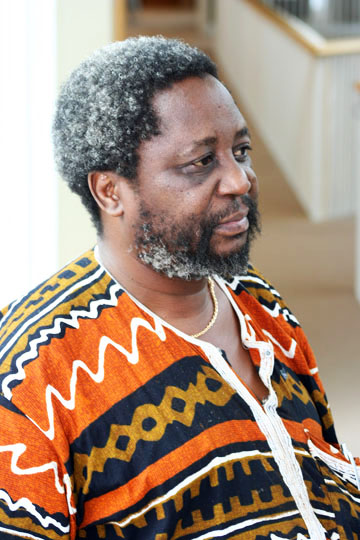
Chenjerai Hove, 2007

Chenjerai Hove (* 9. Februar 1956 in Mazvihwa, Südrhodesien; † 12. Juli 2015 in Stavanger, Norwegen) war ein simbabwischer Schriftsteller.

## Lebenslauf
Nach Besuch katholischer Schulen in Kutama und Dete studierte Hove Literatur und Englisch. 1981 wurde er Lektor beim Verlagshaus Mambo Press, 1985 Cheflektor beim Verlag Zimbabwe Publishing House. Von 1984 bis 1992 war Hove Vorsitzender des simbabwischen Schriftstellerverbandes. Nachdem er die Politik Robert Mugabes kritisiert hatte, war er im Jahr 2001 gezwungen, seine Heimat zu verlassen. Er ging zunächst nach Frankreich, später in die USA und anschließend nach Norwegen ins Exil.  Er starb 2015 an Leberversagen.

## Werke
Hove schrieb sowohl auf Englisch als auch auf Shona, der Sprache der größten Ethnie des Landes. Seine Gedichte erschienen zunächst in verschiedenen Zeitschriften. Die Anthologie And Now the Poets Speak, die 1980 anlässlich der Unabhängigkeit Simbabwes erschien, beinhaltet 14 Gedichte Hoves. 1982 erschien sein erster eigener Lyrikband Up in Arms, 1985 der Gedichtband Red Hills of Home. Beide Gedichtbände erhielten von der Kommission des Noma-Preises für afrikanische Literatur eine lobende Erwähnung, den Noma-Preis selbst gewann Hove 1989 für sein englischsprachiges Romandebüt Bones. Neben weiteren Auszeichnungen bekam er 2001 den Deutschen Afrika-Preis der Deutschen Afrika Stiftung. 
In Hoves Romanen steht jeweils eine Protagonistin im Mittelpunkt. Bones schildert die Bemühungen einer Mutter, ihren Sohn zu finden, der in den Wirren des Befreiungskampfes verschwunden ist. In dem Roman Shadows (1991) begeht die Hauptfigur Johana aus Liebeskummer Suizid, Ancestors (1996) handelt von dem Leben einer jungen, taubstummen Frau. Diese drei Romane bilden eine Trilogie, mit der Hove eine Art Chronik seines Landes verfasst hat.

## Bibliografie
Gedichtbände
- Up in Arms (Harare: Zimbabwe Publishing House 1982).
- Swimming in Floods of Tears (Gweru: Mambo Press 1983).
- Red Hills of Home (Gweru: Mambo Press 1985).
- Rainbows in the Dust (Harare: Baobab Books 1998).
- Blind Moon (Harare: Weaver Press 2003).

Romane
- Masimba Avanhu? (auf Shona; Gweru: Mambo Press 1986).
- Bones (Harare: Baobab Books 1988; dt. Knochen. München: Kyrill & Method 1990).
- Shadows (Harare: Baobab Books 1991; dt. Schattenlicht. München: Marino 1996).
- Ancestors (London: Picador 1996; dt. Ahnenträume. München: Marino 1999).

Essays
- Shebeen Tales. Messages from Harare (1989; dt. Stadtgeflüster. Skizzen aus einer afrikanischen Metropole. Frankfurt am Main: dipa 1995).
- Guardians of the Soil. Meeting Zimbabwe’s Elders (1996;  dt. Hüter der Sonne. Begegnungen mit Zimbabwes Ältesten. München: Frederking und Thaler 1996).
- Palaver Finish (Harare: Weaver Press Avondale 2002).